# Henrietta
För andra betydelser, se Henrietta (olika betydelser).
Henrietta och Henriette härstammar från det forntyska namnet Henrik, bildat av ord som betyder hem och härskare. Henrietta är en svensk form och Henriette en fransk form. Det äldsta belägget i Sverige är från år 1675.
Henrietta togs in i den svenska almanackan 1859 till ära för Oscar II:s hustru Sofia av Nassau som också hette Henrietta. Detta bidrog förmodligen till Henriettas relativa popularitet i början på 1900-talet.[källa behövs]
Den 31 december 2014 fanns det totalt 3 556 kvinnor folkbokförda i Sverige med namnet Henrietta, varav 492 bar det som tilltalsnamn. Motsvarande siffror för Henriette var 1 378 respektive 300.
Namnsdag: 22 augusti. I den finlandssvenska namnsdagslängden har Henrietta namnsdag 19 januari sedan 1989.

## Personer med namnet Henrietta eller Henriette

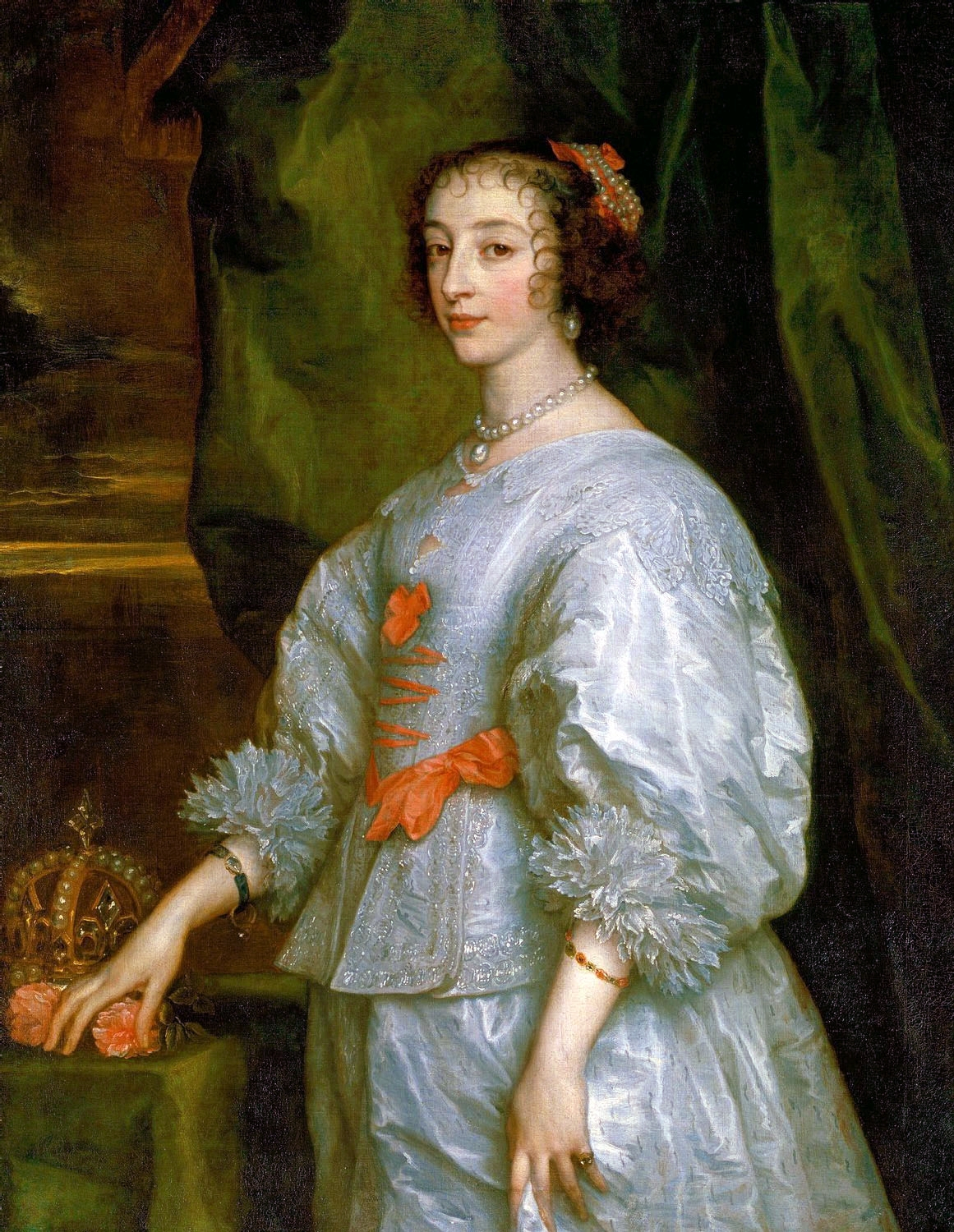
Den engelska drottningen Henrietta Maria.

- Henriette Amalia av Anhalt-Dessau, prinsessa och regent i Friesland
- Henrietta av England, fransk prinsessa
- Henrietta Maria d'Este, italiensk hertiginna
- Henriette av Frankrike, fransk prinsessa
- Henrietta Maria av Frankrike, engelsk drottning
- Henriette av Liechtenstein, prinsessa av Liechtenstein
- Henrietta av Nassau-Weilburg, österrikisk ärkehertiginna
- Henrietta Adelaide av Savojen, kurfurstinna av Bayern
- Henrietta Polyxena af Vasaborg, svensk grevinna
- Henriette Coyet, svensk societetsdam
- Henriette von Crayen, tysk salongsvärd
- Henrietta Godolphin, brittisk hertiginna
- Henriette Herz, tysk salongsvärd
- Henriette Jørgensen, dansk skådespelare
- Henriette Killander, svensk möbeldesigner
- Henrietta Lacks, amerikansk tobaksodlare, HeLa-cellerna isolerades från henne
- Henriette Löfman, svensk tonsättare
- Henriette Mikkelsen, dansk handbollsspelare
- Henrietta Muir Edwards, kanadensisk kvinnorättskämpe
- Henriette Nissen-Saloman, svensk operasångare
- Henrietta Ónodi, ungersk gymnast
- Henriette Pereira, österrikisk pianist och salongsvärd
- Henriette Sontag, tysk operasångerska
- Henrietta Swan Leavitt, amerikansk astronom
- Henriette Widerberg, svensk operasångerska